# Yle TV1
«Yle TV1» — 1-я телепрограмма акционерного общества «Yleisradio». Вещание по ней ведётся без рекламы.

## История
Телепередачи ведутся с 1 января 1958 года под названием «Телевидение Финляндии» (Suomen Televisio).
С 13 мая 2013 года на канале транслируются новости на русском языке. Со 2 декабря 2013 года ежедневно в середине дня по каналу Yle TV1 выходит выпуск теленовостей на саамских языках собственного производства (Yle Ođđasat); трансляция осуществляется из новой телестудии в Инари. В то же время на канале выходят новости Ođđasat производства NRK.

## Языки вещания
Вещает на финском языке (некоторые передачи идут на шведском, русском и саамских языках — в этом случае обычно с финскими субтитрами).

## Интересный факт
- 13 октября 2010 года в новостном выпуске на английском языке ведущий Киммо Уилска заканчивал читать текст репортажа про проверку питейных заведений и одновременно достал бутылку пива, пытаясь таким образом развеселить своих коллег. Однако камера «вернулась» в студию раньше, чем он предполагал. В результате Уилска, работавший на канале на временной основе, был уволен.